# Palmeria (Plantae)
Palmeria, biljni rod iz porodice boldovki smješten u potporodicu Monimioideae. 
Rodu pripada 17 priznate vrste raširene od Celebesa do Papuazije i istočne Australije

## Vrste
1. Palmeria angica Kaneh. & Hatus.
2. Palmeria arfakiana Becc.
3. Palmeria brassii Philipson
4. Palmeria clemensae Philipson
5. Palmeria coriacea C.T.White
6. Palmeria foremanii Whiffin
7. Palmeria gracilis Perkins
8. Palmeria hooglandii Philipson
9. Palmeria hypargyrea Perkins
10. Palmeria hypochrysea Perkins
11. Palmeria hypotephra (F.Muell.) Domin
12. Palmeria incana A.C.Sm.
13. Palmeria montana A.C.Sm.
14. Palmeria racemosa (Tul.) A.DC.
15. Palmeria scandens F.Muell.
16. Palmeria schoddei Philipson
17. Palmeria womersleyi Philipson